# Ніколи більше («Цілком таємно»)
Більше ніколи (Never Again) — тринадцята серія четвертого сезону американського науково-фантастичного телевізійного серіалу «Цілком таємно». Прем'єра в мережі «Фокс» відбулася 2 лютого 1997.
Епізод не відноситься до «міфології серіалу».
Серія за шкалою Нільсена отримала рейтинг домогосподарств 13, його переглянули 21.36 мільйона людей у своєму початковому ефірі.
Скаллі залишає місто — і Малдер — кожен на окреме завдання. Незабаром Дейна зустрічається з Едом Джерсом, чоловіком, який піддається психічному впливу — побічним ефектом від татуювання, пов'язаним з наркотиками. Його татуювання «Бетті» не хоче ділитися ним, особливо не зі Скаллі.

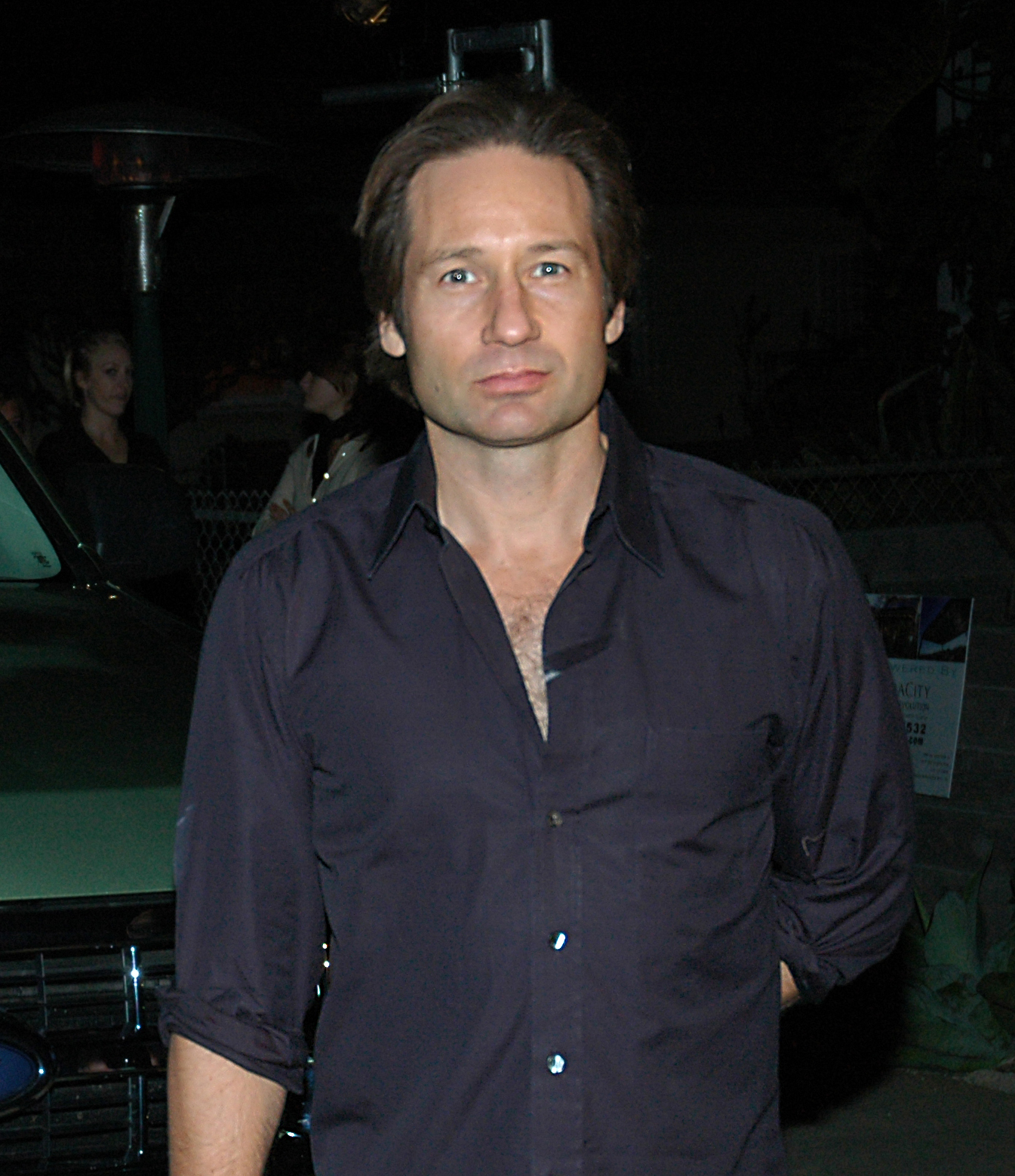

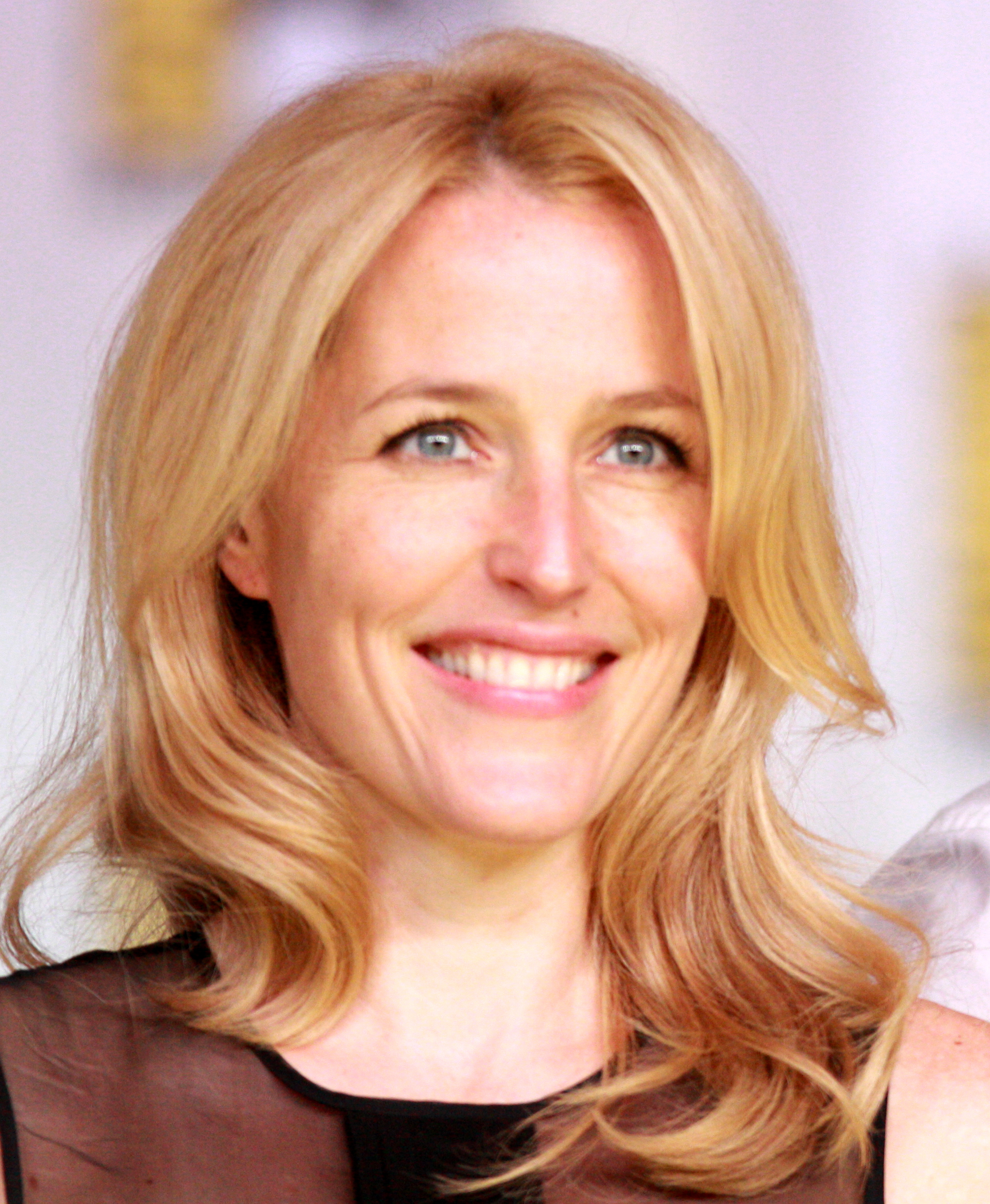

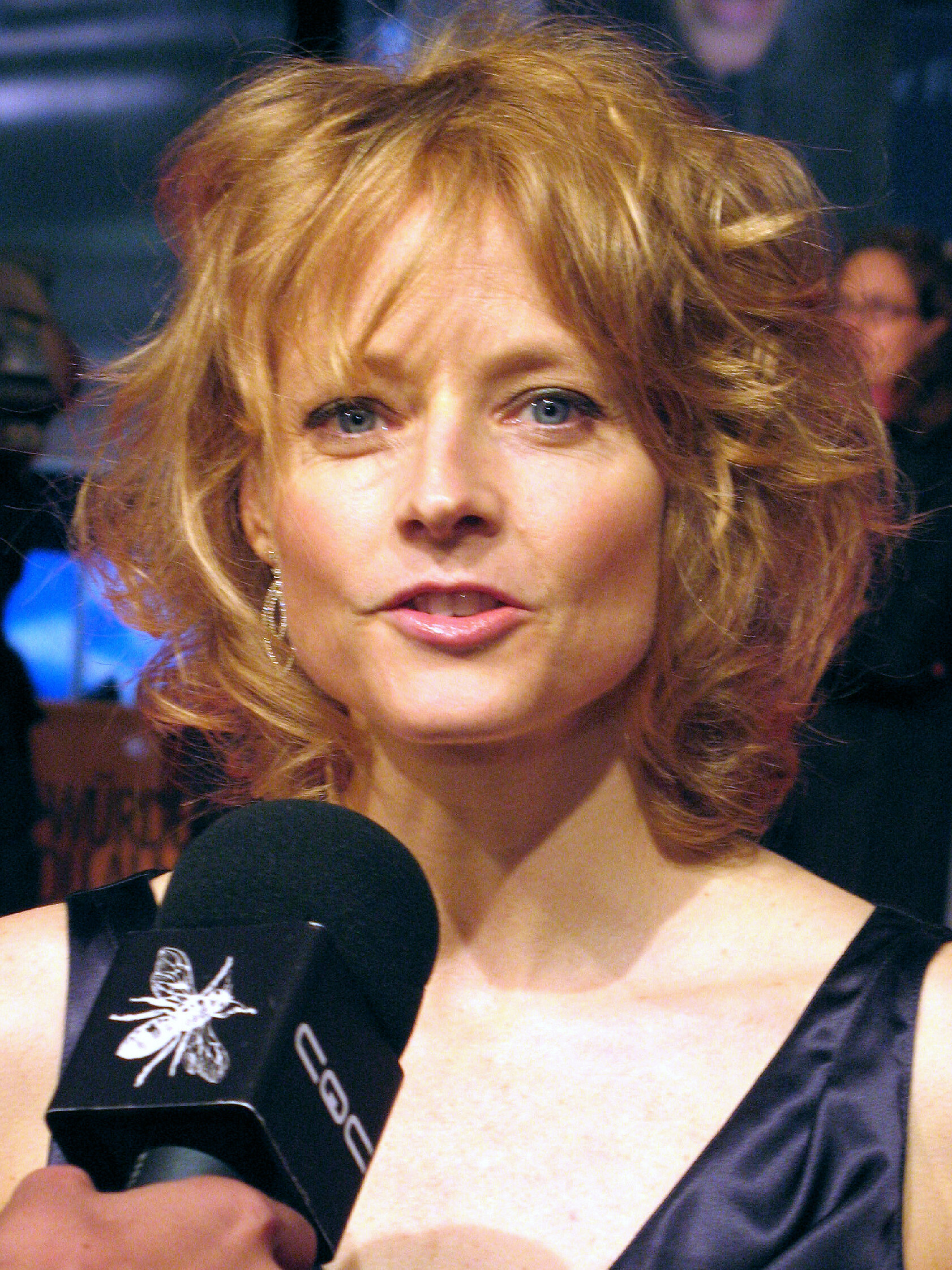

## Зміст
Істина за межами досяжного
У Філадельфії верховний суд погоджує справу Сінді Савалас про розірвання шлюбу. Добряче напившись у барі, чоловік виходить під зливу і з притлумленою свідомістю блукає в тату-салон й отримує татуювання із зображенням «Бетті» авторства Сейлора Джеррі, яке зображує дівчину зі словами «Ніколи більше» знизу. Вдома він падає спати «без задніх ніг».
У Меморіалі ветеранів В'єтнаму Скаллі вислуховує страхи ветерана та дивиться на список загиблих. Ед Джерс втрачає посвідчення про розлучення з колишньою дружиною, яка має опіку над дітьми. Наступного дня Ед в телефонній розмові чує жінку, яка називає його «нікчемою». У нього жорстоке протистояння з жінкою-колегою, яка заперечує щось говорити, — і Еду пропонують цього дня відпочити від роботи.
У Вашингтоні агенти Малдер та Скаллі проводять стриману зустріч щодо російського інформатора Всеволодом Пудовкіним, який стверджує, що бачив НЛО в секретному дослідницькому центрі. Скаллі відмовляється їхати в Філадельфію до росіян-імігрантів. Повернувшись в штаб-квартиру ФБР, Малдер вирушає у відпустку, щоб відвідати Грейсленд, залишаючи Скаллі продовжувати розгляд справи Пудовкіна. Скаллі незацікавлена у справі та висловлює серйозні сумніви щодо достовірності слів Пудовкіна, що призводить до суперечки з щиро віруючим в «Цілком таємно» Малдером. Скаллі засмучується через напрямок її життя та кар'єри.
Тим часом Еда звільняють по телефону. Він чує той же голос, що і раніше, і кричить на жінку, яка живе під ним, думаючи, що це вона з ним розмовляє. Почувши голос після того, як пара Свідків Єгови зупинилася біля його дверей, Ед спускається вниз і вбиває свою сусідку, кидаючи її тіло в піч. Коли голос знову розмовляє з ним, Джерсі розуміє, що це походить від його нового татуювання. Дейна не відповідає на дзвінки Малдера. Скаллі прямує до Філадельфії і спостерігає, як Пудовкін заходить в тату-салон. Всередині вона бачить, як Ед сперечається з власником, бажаючи, щоб татуювання було знято. Ед заводить розмову зі Скаллі та запрошує її на вечерю, від якої вона спочатку відмовляється.
Тієї ночі Скаллі розмовляє з Малдером по телефону та повідомляє йому, що Пудовкін — шахрай і частина російської мафії. Розчарована розмовою, Скаллі дзвонить Джерсу і каже йому, що її авіарейс перенесли. У вітальні Скаллі турбується про руку Еда — він спалив око татуювання недопалком. Ед переконує Скаллі отримати татуювання, і у неї на спині татуювальник наносить одного з Уроборосів. Скаллі залишається в квартирі Еда. Татуювання гнівається на нього, кажучи, що Дейна буде мертва, якщо Ед поцілує її, що він все одно робить.
Наступного ранку двоє детективів прибувають до квартири після того, як Ед виходить, повідомляючи Скаллі, що сусідка Еда зникла, а в її квартирі знайдена кров з незвичайною хімічною речовиною. Скаллі вивчає матеріал на ноутбуці Еда і намагається зателефонувати Малдеру, але кладе слухавку, перш ніж Малдер має шанс відповісти. Коли Ед приїжджає, Скаллі каже йому, що агенти знайшли кров у квартирі його сусідки і, що це, ймовірно, його кров. Вона вважає, що хімікат потрапив із чорнила для татуювання, і хоче, щоб вони обидва вирушили до лікарні для тестування. Ед розповідає Скаллі про голос, який він чув від свого татуювання.
Коли Скаллі прямує до іншої кімнати, щоб підготуватися, її значок ФБР випадає з кишені пальто. Повільно Скаллі бере посвідчення. Татуювання починає говорити знову, переконуючи Еда повторно набрати останній дзвінок Скаллі, щоб побачити, з ким вона розмовляє. Оператор ФБР відповідає і, дізнавшись, що Скаллі є агентом ФБР, татуювання змушує Еда напасти на неї. Скаллі намагається втекти, але Ед перемагає її, загортає в простирадло і несе в підвал, щоб кинути в піч. В останній момент Ед здатний пересилити імпульси татуювання і натомість запихає власну руку в топку.
Скаллі повертається до Вашингтона і вітає Малдера з тим, що вона стала першою особою, яка зробила другий образ «Цілком таємно». Еда привезли до опікового центру у Філадельфії, де в його крові були виявлені хімічні речовини маткових ріжків; це також було в крові Скаллі, але недостатньо, щоб викликати галюцинації. Малдер задумується, чи все це сталося через їх попередні сварки, на це Скаллі відповідає, що не все стосується нього.
Будьте обережні зі своїми бажаннями

## Створення
Сценарій епізоду написали Глен Морган та Джеймс Вонг, він був їх останнім в «Цілком таємно», поки вони не повернулися до серіалу в десятому сезоні. Після «Більше ніколи» вони перейшли як виконавчі продюсери до телесеріалу «Мілленіум» (розробленого Крісом Картером). Початкова історія, яку вони розробили, була своєрідним «привидом» Авраама Лінкольна в Білому домі", що б дозволило залучили Малдера та Скаллі до розслідування почуттів. Морган пояснив, що «робив багато досліджень і [він] завжди хотів написати твір про привид Лінкольна». Однак через велику кількість переробок, які були змушені зробити для «Мрій Курця», і Морган, й Вонг втратили інтерес до власної оригінальної історії. Морган пояснював: «Я відчував, що більше не хочуть мого серця і душі, тому я не дам їм [історію про привидів]». Згодом із цих ідей вони створили «Більше ніколи». Через роки Френк Спотніц сказав, що він «завжди дивувався» їх оригінальній історії та тому, яким би був готовий сценарій.
Джилліан Андерсон була особливо задоволена епізодом, оскільки він показує іншу сторону Скаллі. Вона сказала:
Я думала, [сюжет «Більше ніколи»] був чудовою ідеєю. Я особисто переживала темний період у той час, і мені хотілося дослідити темну сторону Скаллі. Чомусь Глен та Джим були на «одній довжині хвилі» цього тижня. Опісля цього багато людей сказали мені, що в тому епізоді я була настільки несхожа на Скаллі і те, що «серія показала мій діапазон». Я сказала їм, що думаю — вони помиляються. Не думаю, що те, що я тут робила, є нехарактерне для Скаллі. Єдина річ — це те, що публіка раніше цього не бачила.
.
Спочатку Андерсон подзвонила Моргану і попросила його написати історію, в якій Скаллі «важко звикає» до іншої людини, що призводить до «інтенсивних романтичних або пристрасних відносин». Морган зобов'язався і написав сцену, в якій показав, що Скаллі насолоджується пристрасною ніччю в Джерсі. Пізніше цей епізод був знятий із сценарію Крісом Картером — це єдиний раз, коли Картер зняв одну із сцен Моргана. Опісля Морган зазначив: «Я думаю, Кріс вважав, що я з ним маніпулюю, але насправді цього не було».
Поки «Ніколи більше» керував Роб Боуман, спочатку робота повинна була перейти до Квентіна Тарантіно, але йому завадила Гільдія директорів Америки. Гільдія зазначила, що Тарантіно, який не є членом, не зможе приєднатися до профспілки після роботи над епізодом, порушивши угоду, яку дві сторони склали. Прес-секретар «Фокс» пізніше зазначив: «Квентін звернувся до нас, ми були дуже схвильовані нагодою. Ми створили деякі спеціальні домовленості, і були розчаровані, що цього не відбувається. Але ми схиляємось до філософської позиції Квентіна [і] ми сподіваємось, що щось можна буде розробити на майбутнє».
Початкова дата епізоду була перенесена після демонстрації «Леонарда Беттса», щоб помістити вищевказаний епізод у ефір після « Суперкубка». Андерсон сказала, що вона «зіграла б свою роль [у „Більше ніколи“] по-іншому», якби вона на той час знала, як Скаллі виявляє, що у неї є онкозахворювання.

## Сприйняття
«Never Again» спочатку транслювався у США в мережі Fox 2 лютого 1997 року і у Великій Британії на BBC One 3 грудня 1997-го. Цей епізод отримав рейтинг Нільсена в 13, з часткою 19 — це означає, що приблизно 13 відсотків усіх телевізорів, і 19 відсотків домогосподарств, які переглядають телевізор, були налаштовані на епізод. Його переглянули 21,36 мільйона глядачів.
Епізод отримав переважно позитивні відгуки від телевізійних критиків. Зак Гендлен з The A.V. Club позитивно ставився до епізоду і дав йому А. Він аплодував факту, що це «дозволяє Скаллі помилитися» і дозволив їй бути «набагато більш людською», ніж зазвичай на шоу. Гендлен зробив висновок, що епізод був успішним, оскільки він ілюстрував «спосіб, яким наша потреба у зв'язку з іншими робить нас вразливими». Однак він критично ставився до дій Малдера в епізоді, називаючи його «нехорошими сідницями» і зазначив, що «маленький хлопчик ігнорував почуття до свого діалогу в кінці». Меган Дінс від Tor.com позитивно описала епізод і зазначила, що «[i] нам пощастило, я думаю, що Суперкубок змусив змінити послідовність». Вона стверджувала, що, якби «Леонард Беттс» не виходив до ефіру «Ніколи більше», аудиторія була б змушена «читати її дії як реакцію на Малдера», а не проти того, що у неї рак..
Оглядачка з Cinefantastique дала епізоду позитивний відгук і присудила три зірки з чотирьох. Вона назвала незадоволення Скаллі своєю ситуацією «зрозумілою» і позитивно критикувала Андерсон, назвавши її виступ «чудовим». Однак оглядачка Вітаріс критично ставилася до переходу «Леонард Беттс» / «Ніколи більше»: «ніщо в цьому епізоді не вказує на страх перед раком як на мотивацію Скаллі». Однак зробила висновок, що «Більше ніколи» — це захоплюючий погляд на зовсім інший бік [Скаллі]". Не всі відгуки були сяючими. Роберт Шірман та Ларс Пірсон у своїй книзі «Хочемо вірити: Критичний посібник з X-файлів, Мілленіуму та Одиноких стрільців» дали епізоду змішаний відгук і оцінили його в дві з половиною зірки з п'яти. Вони критично ставилися до поведінки Скаллі, зазначивши, що «бачити Скаллі розлюченою і нудною і вірити в її життя безглуздо, насправді це не Скаллі».. Вони стверджували — віра Скаллі, що її життя нудне, легко розбивається «її полюванням на диких монстрів, ловлею серійних вбивць і викраденням інопланетян». Незважаючи на це, Ширман і Пірсон писали, що «Джилліан Андерсон змушує це працювати».

## Знімались
| Актор             | Роль                |
| ----------------- | ------------------- |
| Девід Духовни     | Фокс Малдер         |
| Джилліан Андерсон | Дейна Скаллі        |
| Родні Роуленд     | Ед Джерсі           |
| Джоді Фостер      | голос Бетті         |
| Дженн Форгі       | колишня дружина Еда |
| Джилліан Фарджі   | Кайл Шиллінг        |